# Kennedy Nkethani
Kennedy Nkethani est un footballeur zambien né le 25 novembre 1984.
Il a notamment participé à la Coupe d'Afrique des nations 2008 avec l'équipe de Zambie.
Ce joueur a été champion de Zambie en 2005 et 2006 avec le Zanaco Football Club.

## Carrière
- 2004- : Zanaco FC ( Zambie)

## Palmarès
- Champion de Zambie en 2005 et 2006 avec le Zanaco Football Club